# Fricasé
Il fricasé è un piatto della cucina boliviana che consiste in uno stufato di maiale o pollo, hominy, chuño oppure patate, cipolle, aglio, sale, pepe e spezie. Viene ritenuto in grado di combattere i postumi dell'ubriachezza.
Il piatto trova le sue origini nell'omonima specialità francese fricassea che significa "carne saltata" e che approdò nel paese nel XVIII secolo. La pietanza venne quindi adattata ai gusti boliviani impiegando ingredienti autoctoni come il chuño e il peperoncino.
Consumato principalmente al mattino, nel fricasé vengono impiegati grossi pezzi di carne e i tipici chuño dell'Altiplano boliviano. Talvolta viene aggiunto del peperoncino aji insieme a molliche di pane che servono ad addensare il brodo.